# Robert Walkenhorst
Robert Walkenhorst (* 23. Dezember 1891 in Heepen, heute Bielefeld; † 25. September 1973) war ein deutscher sozialdemokratischer Politiker.
Walkenhorst war Schlosser und arbeitete von 1933 auch als Geschäftsführer der sozialdemokratisch orientierten Konsumgenossenschaft in Bielefeld. Mit dem Beginn der Zeit des Nationalsozialismus verlor er diese Position. Bis 1934 war er arbeitslos und arbeitete anschließend bis 1939 als Vertreter. Danach war er wieder als Schlosser tätig. In den Jahren 1941 und 1942 saß Walkenhorst in „Schutzhaft“. Im Zuge der Aktion Gitter wurde er 1944 bis 1945 im KZ Sachsenhausen gefangen gehalten.
Nach der Befreiung fand er eine Anstellung beim Versorgungsring. Im Jahr 1946 war er Delegierter auf dem Reichsparteitag der SPD in Hannover. Im selben Jahre wurde er Mitglied im Provinzialrat Westfalen und gehörte 1946 und 1947 dem ernannten Landtag von Nordrhein-Westfalen an. Zeitweise war Walkenhorst auch Unterbezirksvorsitzender seiner Partei.